# Sonata para violonchelo solo (Ligeti)

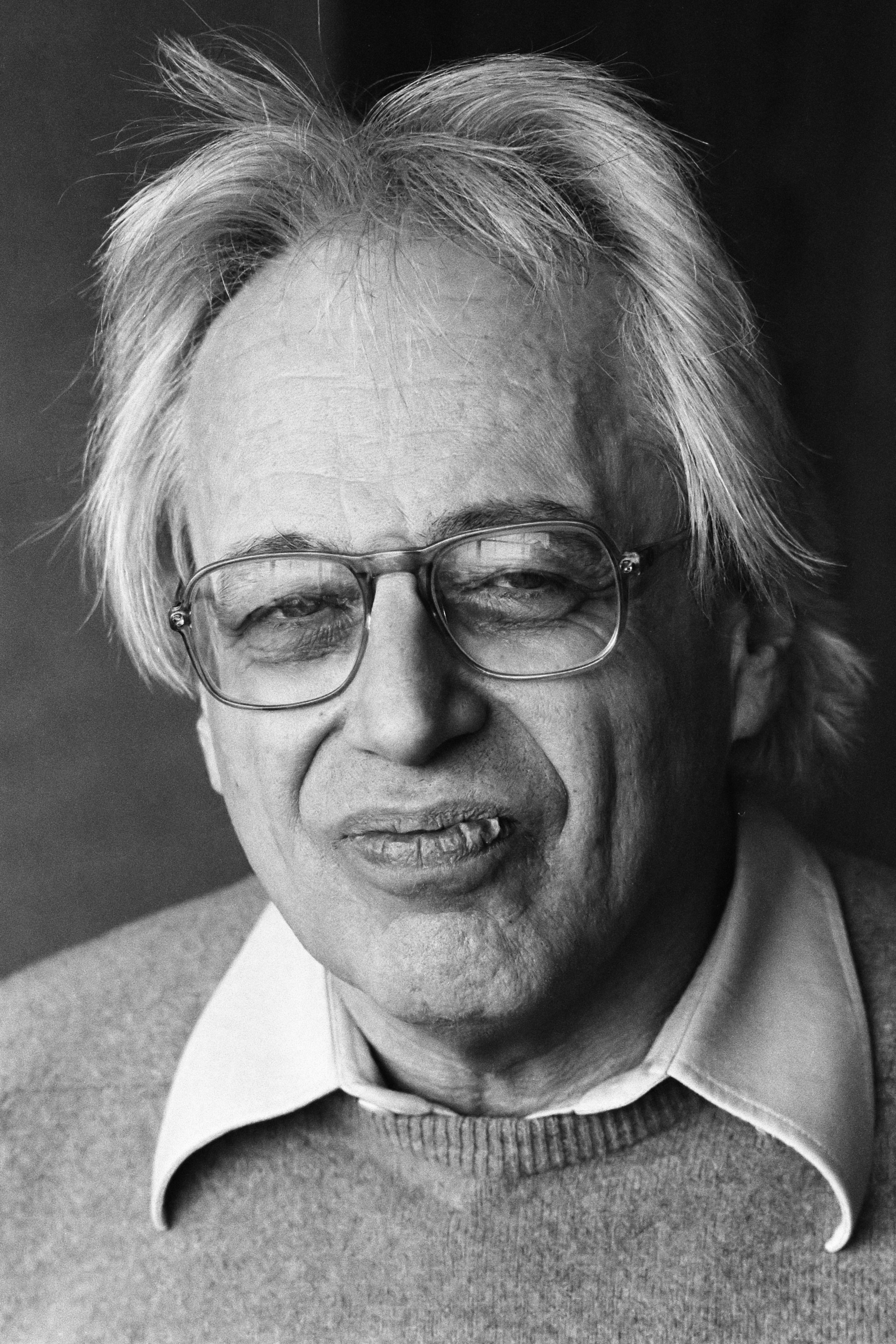
György Ligeti, en 1984

La Sonata para violonchelo solo es una obra escrita por György Ligeti entre 1948 y 1953. La pieza fue inicialmente mal recibida por la Unión de Compositores dirigida por los soviéticos y no se permitió su publicación o interpretación. Sin embargo, en las décadas de 1980 y 1990, después de más de un cuarto de siglo en reposo, la pieza resurgió y desde entonces se ha convertido en una obra conocida del repertorio estándar para violonchelo. 

## Historia
Ligeti se acercaba al final de sus estudios en 1948 y ya se había consagrado como un estudiante muy talentoso. En ese año, compuso el Dialogo, que más tarde se convertiría en el primer movimiento de la Sonata, para una violonchelista y compañera de estudios en la Academia de Música de Budapest, Annuss Virány, de quien Ligeti estaba "secretamente enamorado". Supuestamente, Virány no sabía la razón detrás de la generosidad de Ligeti; ella simplemente le agradeció y nunca lo interpretó. Varios años después, en 1953, Ligeti conoció a Vera Dénes, una violonchelista mayor y más famosa, que le pidió una pieza musical. Habiendo escrito solo una pieza para violonchelo inédita hasta la fecha, Ligeti ofreció expandir el Dialogo en una "sonata corta de dos movimientos", agregando un virtuoso movimiento titulado Capriccio.
Debido a que el país formaba parte del Bloque del Este, Ligeti tuvo que someter todas sus composiciones al escrutinio de la Unión de Compositores controlada por los comunistas, a riesgo de perder su trabajo. Más tarde recordó su interacción con esta organización: 

Vera Dénes aprendió la Sonata y la tocó para el comité. Se nos negó el permiso para publicar el trabajo o interpretarlo en público, pero se nos permitió grabarlo para la transmisión de radio. Hizo una excelente grabación para la radio húngara, pero nunca fue transmitida. El comité decidió que era demasiado "moderno" debido al segundo movimiento.

 
Con ese decreto, la pieza se dejó de lado, y no puede ser interpretada hasta 1979. A partir de entonces, la popularidad de la Sonata creció, y en 2005 se convirtió en una prueba de calificación para la Competencia de violonchelo Rostropovich en París.

## Música
La Sonata está compuesta por dos movimientos contrastantes:
1. Dialogo – Adagio, rubato, cantabile
2. Capriccio – Presto con slancio

### I.Dialogo
Ligeti admitió libremente que sus composiciones anteriores a 1956 fueron fuertemente influenciadas por Béla Bartók y Zoltán Kodály. Del primer movimiento de la Sonata, describió: 

Es un diálogo. Porque es como dos personas, un hombre y una mujer, conversando. Utilicé la cuerda Do, la cuerda Sol y la cuerda La por separado ... Había estado escribiendo música mucho más "moderna" en 1946 y 1947, y luego en el 48 comencé a sentir que debería tratar de ser más "popular"... Intenté en esta pieza escribir una bella melodía, con un perfil típico húngaro, pero no una canción popular... o solo la mitad, como en Bartók o en Kodály, en realidad, más cerca de Kodály.
György Ligeti

El movimiento está marcado «Adagio, rubato, cantabile» y comprende un total de 16 compases, cada uno con un número variado de rangos de métrica que van desde tres hasta veinte, con líneas de compás que marcan solo divisiones de frases. Comienza con dos pares de acordes en pizzicato separados por un glissando, una técnica extendida que fue usada por Bartók. Los tonos en el primer par de acordes constituyen una escala de Re en el modo dórico, mientras que el segundo par tiene implicaciones tonales, enfatizando el dominante y estableciendo el sentimiento de Re como tónica. Comienza una melodía en Re en el modo frigio. 
En un artículo que profundiza en los aspectos técnicos de la Sonata, Søren Beech sugiere que la melodía puede haberse inspirado en antiguas melodías modales conservadas a través de la tradición de la música folclórica de Europa del Este. La melodía modal se presenta en todo el movimiento con distintas alteraciones: se establece con aumento rítmico y luego en polifonía, un testimonio del entrenamiento de contrapunto que tuvo Ligeti con Ferenc Farkas. Se introduce una segunda melodía en el sexto compás, esta con implicaciones tonales, que luego se confirman con el acompañamiento cordal. Beech también hace la observación de que los tonos importantes de ambas melodías delinean los tetracordes descendentes, evidencia de la influencia de Bartók, quien a menudo usaba cuartas como elemento estructural en sus melodías. Después de una reformulación final de la melodía frigia en polifonía, el movimiento termina con una reformulación del motivo de apertura pizzicato glissando que finalmente llega a una tercera de Picardía.

### II.Capriccio
Mientras que en el espectro del estilo romántico de Kodály al estilo más agresivo de Bartók, el Dialogo se considera más cercano a Kodály, el Capriccio es bartókiano.

Como el segundo movimiento tenía la "ambición" de convertirse en un movimiento de sonata, lo escribí en forma de sonata. Es una pieza virtuosa en mi estilo posterior que está más cerca de Bartók. Tenía 30 años cuando lo escribí. Me encantó el virtuosismo y llevé la interpretación al borde del virtuosismo de manera similar a [Paganini].
György Ligeti

 
De hecho, el título Capriccio era una referencia directa a los famosos Caprichos para violín de Niccolò Paganini, que Ligeti había conocido cuando era niño. En contraste con el lírico rubato en Dialogo, el Capriccio está escrito casi por completo en un implacable patrón de 3
8, que se rompe solo una vez, abruptamente en el medio para hacer una reminiscencia truncada del Dialogo. En el inicio está marcado con «Presto con slancio» (muy rápido con ímpetu) y «forte vigoroso». 
Los dos motivos de intervalo se exclaman por separado, para después entrelazarse con una complejidad cada vez mayor en un crescendo masivo, que se transforma en un segundo tema modal, cuyos tonos se alternan con un tono pedal de La. Este tema y los motivos de apertura comparten un relación en tritono, un dispositivo compositivo prominentemente utilizado por Bartók. La melodía modal se reitera una vez más, esta vez en «tremolo sul tasto» (sobre el diapasón) y se armoniza con una quinta justa arriba, una técnica de acordes paralelos que también reflejan la influencia de Bartók. Una nueva sección rítmica estalla, consistiendo en acordes de quintas justas disjuntos. Esto anuncia el comienzo de una sección pseudodesarrollada, en la que se elabora el segundo tema. El Dialogo regresa brevemente y es seguido por una recapitulación completa y una coda, que finalmente termina exuberantemente (con tutta la forza) en sol mayor.

## Grabaciones destacadas
- Haimovitz, Matt, violonchelo. Suites and Sonatas for Solo Cello. Con obras de Britten, Reger, Crumb, y Ligeti. Deutsche Grammophon CD 431 813-2, 1991.
- Perényi, Miklós, violonchelo, Várjon, Dénes, piano. "Hungarian Cello Music". Con obras de Ligeti, Veress, Liszt, Dohnányi, Weiner, Mihály. Hungaroton Classic, 1999.
- Bertrand, Emmanuelle, violonchelo. "Oeuvres pour Viononcelle Seul." (Obras para violonchelo solo)  Con obras de Dutilleux, Ligeti, Bacri, Crumb, Henze. Radio France. Harmonia Mundi, HMN 911699, 2000.  Emmanuelle Bertrand
- The Ligeti Project V. David Geringas, violonchelo. Teldec, 2004[11]